# Tiví
Tiví (en bicolano central: Tiwi) es un municipio de la provincia de Albay en Filipinas. Según el censo de 2020, cuenta con 56 444 habitantes.